# سیارک ۲۶۷۹
سیارک ۲۶۷۹ (به انگلیسی: 2679 Kittisvaara، نامگذاری:1939TG) دو هزار و ششصد و هفتاد و نهمین سیارک کشف شده‌است که در ۷ اکتبر ۱۹۳۹ کشف شد.
قدر مطلق سیارک برابر ۱۱٫۹۰ است.